# Dimethylsulfoxide
Dimethylsulfoxide (doorgaans afgekort tot DMSO) is een organische verbinding met als brutoformule C2H6SO. Het is een kleurloze vloeistof en een belangrijk polair aprotisch oplosmiddel. Het is mengbaar met een groot aantal organische oplosmiddelen, alsook met water. DMSO wordt snel opgenomen door de huid. Het is een nevenproduct in het maken van houtpulp.

## Synthese
Op industriële schaal wordt dimethylsulfoxide bereid door de katalytische oxidatie van dimethylsulfide met distikstoftetraoxide, in aanwezigheid van zuurstofgas. In het laboratorium kan het bereid worden door oxidatie van dimethylsulfide met waterstofperoxide of verdund salpeterzuur. Dimethylsulfoxide kan daarbij nog verder geoxideerd worden tot dimethylsulfon.
DMSO werd ontdekt in 1867 maar was niet commercieel beschikbaar tot na de Tweede Wereldoorlog.

## Toepassingen
DMSO wordt regelmatig gebruikt als oplosmiddel in een aantal chemische reacties. Het is een krachtig organisch oplosmiddel: een groot aantal organische verbindingen lost er in op, waaronder koolhydraten, polymeren, peptiden en vele anorganische zouten en gassen. Sommige stoffen hebben in DMSO een oplosbaarheid tot wel 50 tot 60 massaprocent (in tegenstelling tot de meeste oplosmiddelen waar dit 10 tot 20% is). Het is vooral een uitstekend oplosmiddel voor SN2-reacties: het is mogelijk indolen met hoge opbrengsten te alkyleren wanneer kaliumhydroxide als base gebruikt wordt. Een soortgelijke reactie treedt ook op met fenolen. DMSO kan reageren met joodmethaan om zo een sulfoxoniumion te vormen dat met natriumhydride kan reageren om een zwavel-ylide te vormen. De methylgroepen van DMSO zijn enigszins zuur (pKa = 35) vanwege de stabilisering van het anion van de sulfoxidegroep.
Buiten het gebruik als oplosmiddel wordt het ook gebruikt als afbijtmiddel: het kan vele verven van zowel hout als metaal afhalen in korte tijd. DMSO wordt veiliger geacht dan andere chemicaliën die als stripper worden gebruikt, zoals nitromethaan en dichloormethaan.
In de organische synthese kan dimethylsulfoxide gebruikt worden in een aantal oxidatiereacties, zoals de Pfitzner-Moffatt-oxidatie en de Swern-oxidatie.
DMSO wordt ook gebruikt als schoonmaakmiddel in de elektronische industrie. In de gedeutereerde vorm (DMSO-d6) is het een veelgebruikt oplosmiddel in de NMR-spectroscopie, vanwege de eigenschap dat vele chemische stoffen er in oplossen en het weinig overlapt met signalen uit het monster.
Het gebruik van dimethylsulfoxide in geneesmiddelen stamt uit ongeveer 1963, toen een team van de Universiteit van Oregon ontdekte dat DMSO diep in de huid en andere membranen kon doordringen zonder deze te beschadigen en het daarbij andere verbindingen mee kon dragen. In het medische gebied wordt dimethylsulfoxide hoofdzakelijk gebruikt als plaatselijke pijnstiller en antioxidant. Omdat DMSO de absorptiesnelheid van sommige verbindingen door organische weefsels (waaronder de huid) verhoogt, kan het gebruikt worden om geneesmiddelen af te geven aan bepaalde weefsels.
In de celcultuur wordt DMSO aan in te vriezen cellen toegevoegd om de vorming van schadelijke ijskristallen te voorkomen.
Onder bepaalde omstandigheden kan dimethylsulfoxide een explosieve reactie geven wanneer het wordt blootgesteld aan zuurchloriden.

## Toxicologie en veiligheid
Dimethylsulfoxide dringt eenvoudig door in de huid, inclusief eventueel op de huid aanwezige stoffen die zelfstandig daartoe niet in staat zijn. Een oplossing van natriumcyanide in DMSO kan hierdoor cyanidevergiftiging veroorzaken door contact met de huid. DMSO zelf bezit een lage toxiciteit.
DMSO kan de huid irriteren: een gladde huid is hier gewoonlijk gevoeliger voor dan een ruwe huid.